# Corona del Reino de Polonia
La Corona del Reino de Polonia (en polaco: Korona Królestwa Polskiego), también conocida simplemente como Corona (en polaco: Korona), es el nombre del Reino de Polonia (Tierras de la Corona) dentro de la Mancomunidad de Polonia-Lituania, tras la Unión de Lublin del Reino de Polonia y del Gran Ducado de Lituania.

## Constitución del 3 de mayo
La Constitución del 3 de mayo es la segunda constitución nacional en el mundo, y la primera constitución nacional en Europa; la primera constitución nacional es la de los Estados Unidos de América. Fue aprobada como "Ley de gobierno" (Ustawa Rządowa). Redactar de la Ley de gobierno empezó el 6 de octubre de 1788 y tomaba 32 meses. Estanislao II Augusto fue el principal autor de la constitución, y quería la Corona ser una monarquía constitucional como la en Gran Bretaña. En 3 de mayo, el Gran Sejm se reunió y leyó y aprobó la nueva constitución. La constitución otorgaba el derecho al voto a la burguesía, separaba el gobierno en tres poderes, abolió liberum veto, y paraba los abusos del Sejm de Repnin.
Hizo Polonia una monarquía constitucional con el rey como el director del poder ejecutivo con su consejo de ministros que se llamaban los Guardianes de las Leyes. El poder legislativo era bicameral con un Sejm elegido y un Senado designado; el rey había sido dado el poder para romper empates en el Senado, y el director del Sejm era el Mariscal del Sejm. El Tribunal de la Corona, el tribunal de apelación más alto, fue reformada. El Sejm elegía sus jueces para el Tribunal del Sejm (el tribunal parlamentario de la Corona) de sus miembros (posłowie).
La Ley do Gobierno enfadó a Catalina II, quien creía que Polonia necesitaba permisión del Imperio ruso para algunas reformas políticas; ella argumentó que Polonia había caído presa a radical Jacobinismo que era prominente en Francia en aquel entonces. Rusia había invadido la Mancomunidad en 1792. La Constitución fue en lugar por menos que 19 meses; fue anulado por el Sejm de Grodno.